# Farmacognosia
A farmacognosia é um dos mais antigos ramos da farmacologia. Ela é praticada por farmacêuticos, e tem como alvo os princípios ativos naturais, sejam animais ou vegetais. O termo deriva de duas palavras gregas, pharmakon, ou droga, e gnosis ou conhecimento. A farmacognosia passou a ser obrigatória nas escolas de farmácia brasileiras a partir de 1920.

## Objetivo
Estudo do uso, da produção, da história, do armazenamento, da comercialização, da identificação, da avaliação e do isolamento de princípios ativo, inativo ou derivados de animais e vegetais.

## Droga (Farmacognosia)
Vegetal ou animal, no todo ou em partes, ou produtos derivados, que após se submeter ao processo de colheita, preparo, e conservação possam servir como matéria prima bruta para a obtenção de substâncias medicamentosas ou mesmo de substâncias que não possuindo atividade farmacológica, ainda assim sejam de interesse farmacêutico.

## Áreas terapêuticas

### Fitoterapia
Ramo da farmacognosia que utiliza-se de drogas de origem vegetal para o tratamento de doenças e infecções.

### Opoterapia
Ramo da farmacognosia que utiliza-se de drogas de origem animal para o tratamento de doenças.

## Sequência de etapas para a pesquisa farmacognósica

### Levantamento de dados
- Pesquisa bibliográfica.
- Comparações com estudos de outros vegetais
- Pesquisa etnobotânica.

### Cultivo e habitat
- Observação das condições climáticas.
- Se o cultivo for artificial, deve-se favorecer condições parecidas com as naturais.

### Coleta
- Deve ser verificado o horário apropriado para evitar a perda de princípios ativos ou de interesse farmacológico.

### Preparo
Lavagem: água ou água hipoclorada;

Mondagem: retirada da camada externa órgão;

Fragmentação (picar em tamanhos menores depois do processo de secagem).

#### Secagem
Retira o excesso de umidade no vegetal.
- À sombra
- Ao sol
- Misto
- Aquecimento
- Circulação de ar
- Aquecimento e circulação de ar
- Vácuo
- Esfriamento

#### Dessecação/Estabilização
São estratégias adotadas para evitar uma possível hidrólise ou inativação dos componentes.
Dessecação consiste na diminuição de água da droga vegetal.
Estabilização consiste na destruição de enzimas que catalizam as reações químicas.
- Aquecimento com temperaturas maiores de 60 °C, por um tempo curto.
- Utilização de solventes.
- Irradiação UV.

#### Moagem
Diminui o tamanho da partícula de droga para facilitar seu transporte, armazenamento e embalagem.

#### Embalagem e armazenamento
O vegetal depois de seco ou estabilizado, tendo sido moído ou não, deve ser conservado em condições adequadas de pressão, umidade e temperatura.

### Extração
Utiliza-se técnicas para isolar e retirar o princípio ativo desejado
- Percolação
- Decocção
- Infusão
- Maceração
- Turboextração